# 두더지 잡기

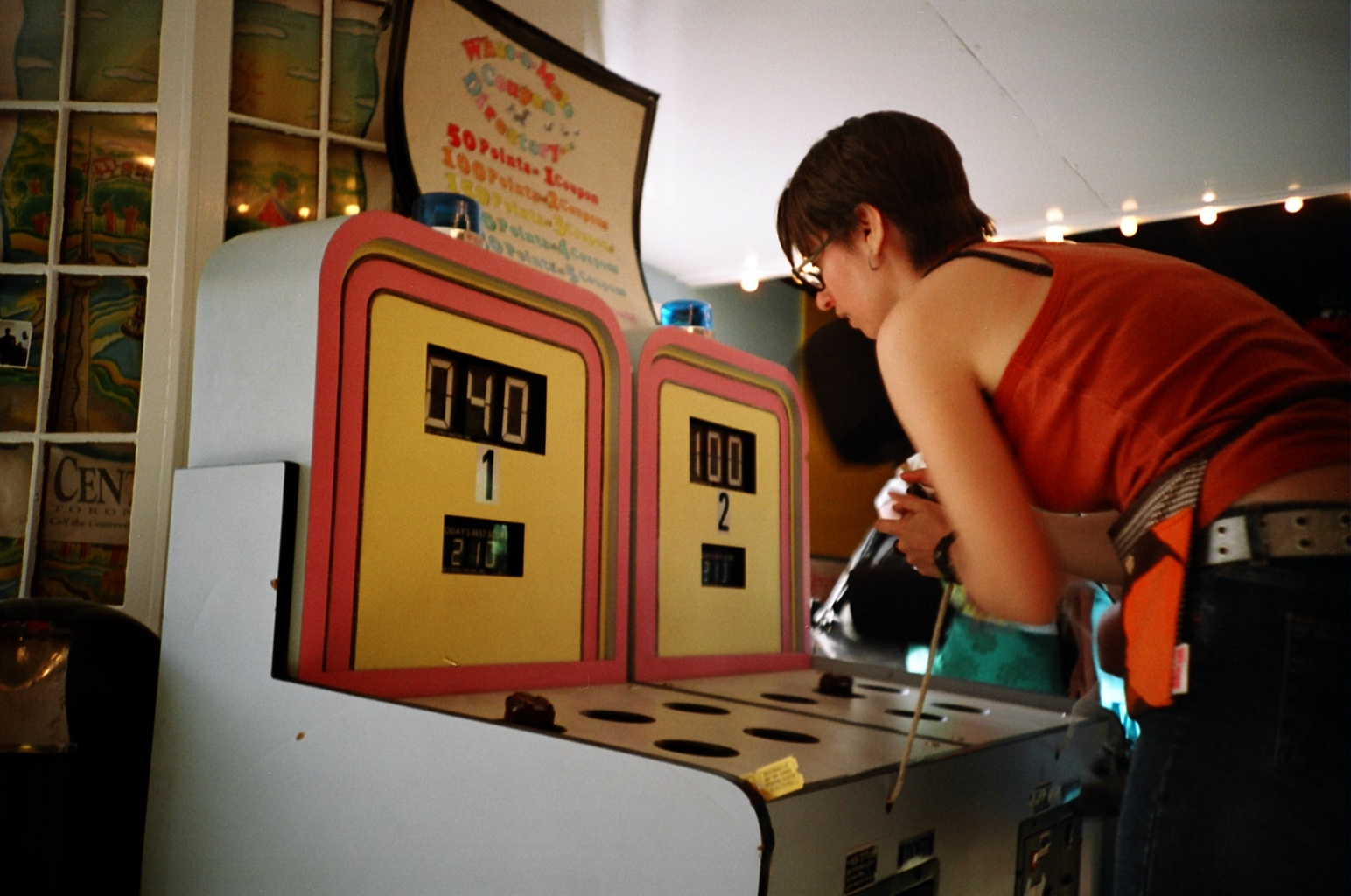
두더지 잡기를 즐기고 있는 한 여성

두더지 잡기(Whac-A-Mole)는 크리에이티브 엔지니어링의 아론 페처가 1976년 발명한 아케이드 리뎀션 게임이다.
일본에서는 두더지 퇴치(일본어: モグラ退治 모구라 타이지[*])라는 이름의 아케이드 게임이 1975년 TOGO의 야마다 가즈오에 의해 개발되었으며 이는 1974년 디자이너의 연필 스케치 중 10가지에 기반을 두었고 1977년 반다이에 라이선스되었다. 일본 축제에서 흔히 볼 수 있다.
일반적인 두더지 잡기 머신은 상단에 5개의 구멍, 그리고 크고 부드럽고 어두운 메가 위치한 대형 캐비넷이다. 각각의 구멍은 하나의 플라스틱 두더지가 들어있으며 기계가 이 두더지를 위아래로 움직인다. 게임이 시작되면 두더지는 랜덤으로 구멍으로부터 튀어나오기 시작한다. 이 게임의 목적은 두더지 머리를 나무망치로 때려서 두더지가 구멍에 들어가도록 강제함으로써 득점하는 것이다. 이를 빠르게 수행할수록 최종 점수는 더 높아지게 된다.